# Кириллинский
Кириллинский — посёлок в Красноярском районе Самарской области. Входит в состав сельского поселения Красный Яр.

## География
Находится на левом берегу реки Кондурча на расстоянии примерно 7 километров по прямой на северо-запад от районного центра села Красный Яр.

## Население
Постоянное население составляло 4 человека в 2002 году, 10 в 2010 году.